# Ђеравица
Ђеравица је са 2.656 m надморске висине други највиши врх Србије (после Велике Рудоке на Шар-планини) и други највиши врх у целом Проклетијском масиву, после Језерског врха (2694 m нмв). Овај врх се налази у јужној Србији, општина Дечани, покрајина Косово и Метохија, изнад средњовековног манастира Високи Дечани. У непосредној близини врха се налазе многобројна ледничка језера, од којих је највеће Ђеравичко, које се налази испод самог врха и из њега истиче река Рибник.

## Назив и порекло
Овај највиши планински врх Србије је некада носио назив „Калуђеровица” дат по великом броју калуђера на простору Метохије (Метохија од речи „метох”, којом су називана црквена имања). Тако је било све до средине 20. века, односно до формирања Аутономне Косовско-Метохијске Области, када добија скраћени назив „Ђеровица” (понекад и „Ђеравица”), а све ради отуђивања Косова и Метохије и брисања трагова постојања Срба на тим просторима. Једини траг да се овај врх некада тако називао могао се пронаћи у преосталим старим топонимима, а данас вероватно само у манастиру Високи Дечани. У књизи „Манастир Високи Дечани” издавачке куће Светигора, на мапи која је илустрована на унутрашњости корица књиге, налази се и локација овог врха, који је смештен одмах изнад самог манастира, и на карти стоји име: Калуђеровица. Руски дипломата и научник Иван Јастребов у 19. веку је забележио право име овог планинског врха у Србији: Ђеровица, скраћено од „Калуђеровица”. Назив је добио по прелепој немањићкој задужбини Високим Дечанима у подножју планине и био је граница манастирског метоха по имену „Алтин”. У новинском чланку из 1937. планину зову „Ђаревица”.